# Pomare V
Ari'i aue Pomare V, altrimenti noto solo come Pomare V (Taravao, 3 novembre 1839 – Papeete, 12 giugno 1891), è stato l'ultimo re di Tahiti, regnante dal 1877 al 1880.

## Biografia

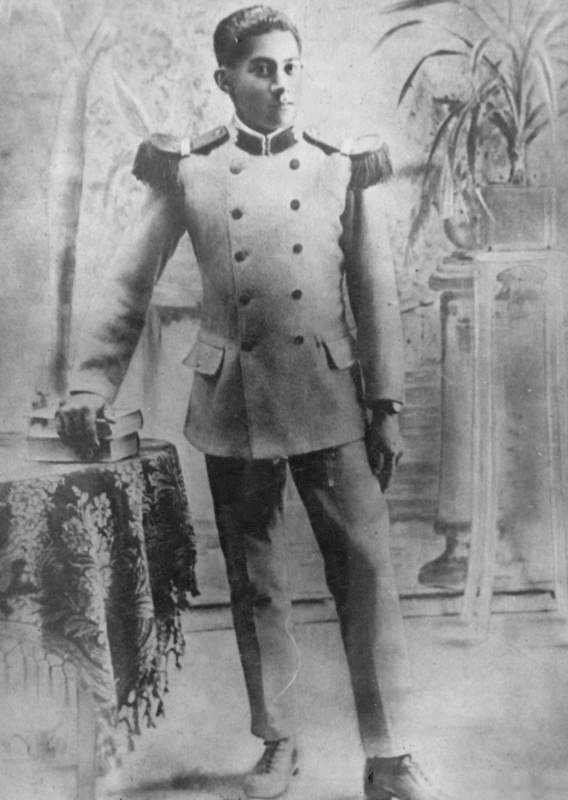
Il giovane principe ereditario

Figlio della regina Pomare IV, nacque coi nomi di Teri'i Tari'a Te-rā-tane e divenne erede al trono (Ari'i-aue) dopo la morte del fratello maggiore avvenuta il 13 maggio 1855. Divenne re di Tahiti alla morte di sua madre il 17 dicembre 1877 e la sua incoronazione ebbe luogo il 24 settembre successivo a Pape'ete.
Il 29 giugno 1880 fu costretto ad abdicare e a cedere alla Francia Tahiti e le sue dipendenze, ricevendone in cambio una pensione da parte del governo francese ed alcune onorificenze.
Morì a causa di problemi di alcolismo al Palazzo Reale di Pape'ete e venne sepolto nella tomba del re al cimitero  Utu'ai'ai di 'Arue.

## Matrimoni e figli
Si sposò due volte, la prima l'11 novembre 1857 con Te-mā-ri'i-Ma'i-hara Te-uhe-a-Te-uru-ra'i, principessa di Huahine, dalla quale divorziò il 5 agosto 1861 avendo avuto due figli morti in tenera età.
Il suo secondo matrimonio fu con Joanna Mara'u-Ta'aroa Te-pa'u Salmon (poi regina Marau di Tahiti), a Pape'ete il 28 gennaio 1875. La coppia divorziò il 25 gennaio 1888. Da questo matrimonio nacquero due figlie:
- principessa Teri'i Nui o Tahiti Pōmare (1879-1961).
- principessa Takau Pōmare (1887-1976).[2]

## Albero genealogico
|                               |          |                               | Genitori                            |  |  | Nonni |  |  | Bisnonni |  |  | Trisnonni |  |
|                               |          |                               |                                     |  |  |       |  |  | …        |  |  | …         |  |
|                               |          |                               |                                     |  |  |       |  |  | …        |  |  | …         |  |
|                               |          | …                             |                                     |  |  |       |  |  | …        |  |  |           |  |
| Ariʻipeu-a-Hiro               |          |                               |                                     |  |  |       |  |  | …        |  |  |           |  |
|                               |          | …                             | …                                   |  |  |       |  |  |          |  |  |           |  |
|                               |          | …                             | …                                   |  |  |       |  |  |          |  |  |           |  |
|                               |          | …                             | …                                   |  |  |       |  |  |          |  |  |           |  |
| Ariʻifaʻaite                  |          | …                             |                                     |  |  |       |  |  |          |  |  |           |  |
|                               |          | Tamatoa IV *                  | Vetea-raʻi Uʻuru *                  |  |  |       |  |  |          |  |  |           |  |
|                               |          | Tamatoa IV *                  | Vetea-raʻi Uʻuru *                  |  |  |       |  |  |          |  |  |           |  |
|                               |          | Tamatoa IV *                  | Opai-pai Te-roro *                  |  |  |       |  |  |          |  |  |           |  |
| Teihotu Taʻavea               |          | Tamatoa IV *                  |                                     |  |  |       |  |  |          |  |  |           |  |
|                               |          | Tu-ra'i-ariʻi E-he-vahine *   | Mato Teri'i Tepoara'i *             |  |  |       |  |  |          |  |  |           |  |
|                               |          | Tu-ra'i-ariʻi E-he-vahine *   | Mato Teri'i Tepoara'i *             |  |  |       |  |  |          |  |  |           |  |
|                               |          | Tu-ra'i-ariʻi E-he-vahine *   | Te-ha'apapa I *                     |  |  |       |  |  |          |  |  |           |  |
| Pomare V                      |          | Tu-ra'i-ariʻi E-he-vahine *   |                                     |  |  |       |  |  |          |  |  |           |  |
|                               | Pomare I | Teu Tunuieaite Atua           |                                     |  |  |       |  |  |          |  |  |           |  |
|                               | Pomare I | Teu Tunuieaite Atua           |                                     |  |  |       |  |  |          |  |  |           |  |
|                               | Pomare I | Tetupaia-i-Hauiri             |                                     |  |  |       |  |  |          |  |  |           |  |
| Pomare II                     | Pomare I |                               |                                     |  |  |       |  |  |          |  |  |           |  |
|                               |          | Tetua-nui-reia-i-te-raʻi-atea | Teihotu-i-Ahura'i                   |  |  |       |  |  |          |  |  |           |  |
|                               |          | Tetua-nui-reia-i-te-raʻi-atea | Teihotu-i-Ahura'i                   |  |  |       |  |  |          |  |  |           |  |
|                               |          | Tetua-nui-reia-i-te-raʻi-atea | Vave'a Tetua-nui-rei-a-ite Ra'iatea |  |  |       |  |  |          |  |  |           |  |
| Pomare IV                     |          | Tetua-nui-reia-i-te-raʻi-atea |                                     |  |  |       |  |  |          |  |  |           |  |
|                               |          | Tamatoa IV *                  | Vetea-raʻi Uʻuru *                  |  |  |       |  |  |          |  |  |           |  |
|                               |          | Tamatoa IV *                  | Vetea-raʻi Uʻuru *                  |  |  |       |  |  |          |  |  |           |  |
|                               |          | Tamatoa IV *                  | Opai-pai Te-roro *                  |  |  |       |  |  |          |  |  |           |  |
| Teri'to'-o-terai Tere-moe-moe |          | Tamatoa IV *                  |                                     |  |  |       |  |  |          |  |  |           |  |
|                               |          | Tu-ra'i-ariʻi E-he-vahine *   | Mato Teri'i Tepoara'i *             |  |  |       |  |  |          |  |  |           |  |
|                               |          | Tu-ra'i-ariʻi E-he-vahine *   | Mato Teri'i Tepoara'i *             |  |  |       |  |  |          |  |  |           |  |
|                               |          | Tu-ra'i-ariʻi E-he-vahine *   | Te-ha'apapa I *                     |  |  |       |  |  |          |  |  |           |  |
|                               |          | Tu-ra'i-ariʻi E-he-vahine *   |                                     |  |  |       |  |  |          |  |  |           |  |